# Noël-Antoine Pluche
Noël-Antoine Pluche (13 de novembro de 1688 – 19 de novembro de 1761), conhecido como l'abbé Pluche, foi um sacerdote francês. Conhecido por seu Spectacle de la nature, um best-seller de História natural. 

## Biografia
Pluche, filho de um padeiro, nasceu em Reims, numa rua agora em sua homenagem. Tornou-se professor de retórica em 1710. O bispo de Laon o nomeou diretor da faculdade da cidade, cargo que aceitou para escapar das consequências judiciais de fazer oposição a bula pontifícia Unigenitus  de1713.
Em 1749 ele retirou-se para La Varenne-Saint-Maur, perto de Paris, onde morreu.
Seu Spectacle de la nature, ou Entretiens sur les particularités de l'Histoire naturelle qui ont paru les plus propres à rendre les jeunes gens curieux et à leur former l'esprit foi publicado em 1732, e muito traduzido em toda a Europa. Embora tenha influenciado muitos a se tornarem naturalistas, era uma obra de divulgação, não de ciência.

## Publicações
- Spectacle de la nature, ou Entretiens sur les particularités de l'histoire naturelle qui ont paru les plus propres à rendre les jeunes gens curieux et à leur former l'esprit, 9 vols., 1732-1742.
- Histoire du ciel considéré selon les idées des poètes, des philosophes et de Moïse, où l'on fait voir : 1° l'origine du ciel poétique, 2° la méprise des philosophes sur la fabrique du ciel et de la terre, 3° la conformité de l'expérience avec la seule physique de Moïse, Paris : Vve Estienne, 1739.
- La Mécanique des langues et l'art de les enseigner, Paris : Vve Estienne et fils, 1751. (Traduzido no mesmo ano em latim como De Linguarum artificio et doctrina).
- Concorde de la géographie des différents âges, Paris, Frères Estienne, 1764 (posth.).
- Étude sur la Sainte Ampoule et sur le sacre de nos Rois à Reims. (Publicado pela primeira vez como cartas, em 1719, para marcar a coroação de Louis XV. Reedições em 1775 e 1825.)